# Ducula forsteni
Ducula forsteni là một loài chim trong họ Columbidae.